# فردا (فیلم ۲۰۱۸)
«فردا» (انگلیسی: Tomorrow (2018 film)) فیلمی در ژانر درام است.